# Замтенс
Замтенс (нім. Samtens) — громада в Німеччині, розташована в землі Мекленбург-Передня Померанія. Входить до складу району Передня Померанія-Рюген. Складова частина об'єднання громад Вест-Рюген.
Площа — 32,44 км2. Населення становить 1915 ос. (станом на 31 грудня 2020).

## Галерея

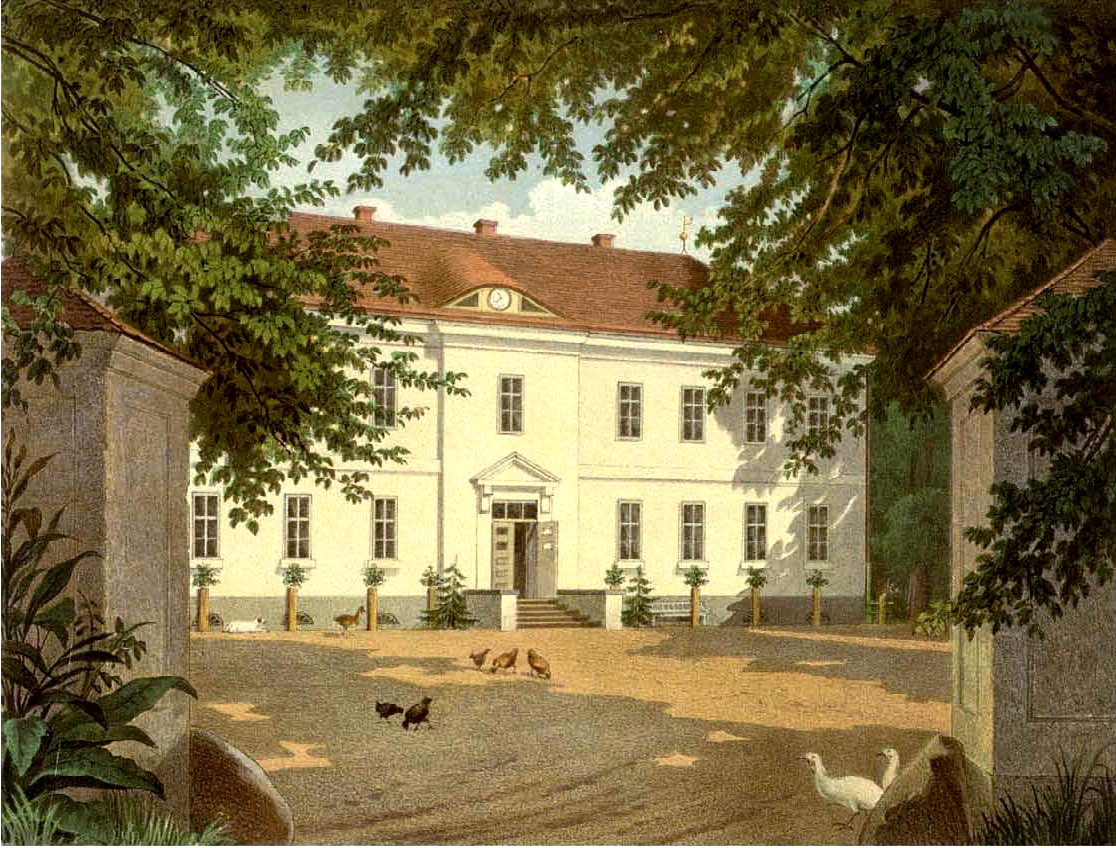
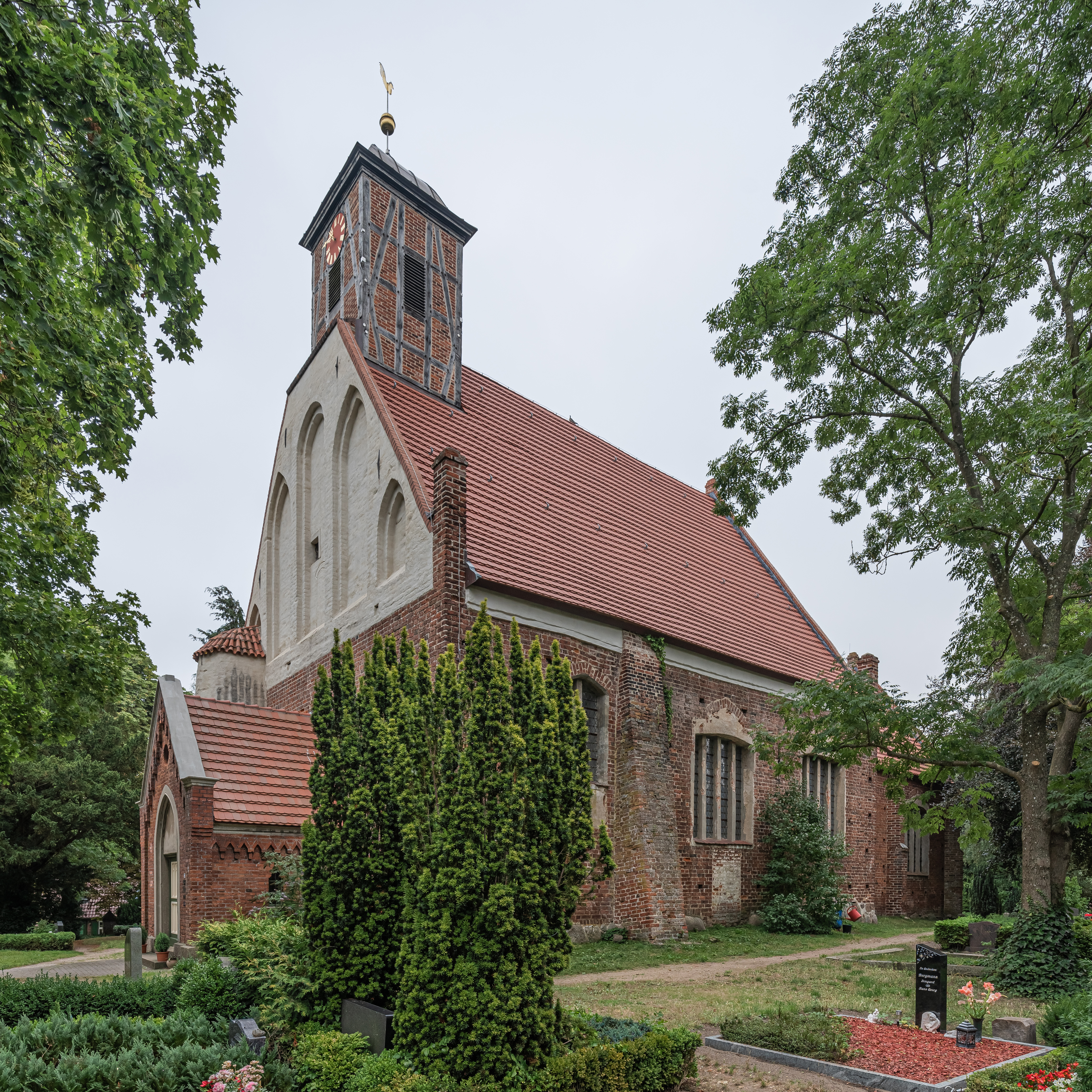